# Historyja majho žyccja
Historyja majho žyccja (in bielorusso Гісторыя майго жыцця?) è un singolo del duo bielorusso Naviband, scritto e composto da Artëm Lek'janenko e incluso nel loro secondo album, Illjuminacija. Il brano ha rappresentato la Bielorussia all'Eurovision Song Contest 2017 ed è la prima canzone partecipante con il testo in lingua bielorussa ad essere presentata al contest.
La canzone è stata scelta tra 13 partecipanti durante la selezione nazionale, andata in onda il 20 gennaio 2017 sulla televisione bielorussa. Pur essendo risultata la quinta canzone più votata dal pubblico con 3 626 televoti (quasi un terzo rispetto alla canzone più votata, #mylove dei PROvokatsiya), la canzone ha ricevuto il massimo dei voti dalla giuria, portando il suo totale a 18 punti e garantendole la vittoria.

## Tracce
1. Historyja majho žyccja – 3:02